# Lepus peguensis
Lepus peguensis este o specie de mamifere din familia iepurilor, Leporidae. Este întâlnită în Cambodgia, Laos, Myanmar, Thailanda și Vietnam. Uniunea Internațională pentru Conservarea Naturii a clasificat-o ca fiind o specie neamenințată cu dispariția. 

## Taxonomie
Specia Lepus peguensis a fost descrisă de Edward Blyth în 1855 și face parte din subgenul Indolagus. Există 3 subspecii descrise ale acestei specii: L. p. peguensis (Blyth, 1855), L. p. siamensis (Bonhote, 1902) și L. p. vassali (Thomas, 1906). Totuși, nu se știe cu siguranță dacă L. p. siamensis este o de fapt specie independentă, subspecie, sau dacă este inclusă în L. p. peguensis. A treia ediție a Mammal Species of the World consideră L. p. siamensis drept sinonim al L. p. peguensis.

## Descriere
Lepus peguensis este o specie de mărime mică spre medie, adulții crescând până la o lungime de 35–50 cm și cântărind până la 2–2,5 kg. Urechile au vârful negru, partea dorsală a corpului este cenușiu-roșcată, nuanțată cu negru, crupa este mai cenușie, iar părțile inferioare sunt albe. Coada este albă deasupra și neagră dedesubt, iar tălpile sunt albe la indivizii din Myanmar și brune-roșcate sau brune-gălbui la cei din Thailanda.

## Răspândire și habitat
Arealul speciei Lepus peguensis include Cambodgia, Laos, Myanmar, Thailanda și Vietnam. Este în principal o specie care trăiește la altitudine joasă, dar a fost înregistrată până la 1.300 m pe un munte din Thailanda. Din habitatele sale specifice fac parte terenurile cultivate, poienile și zonele nisipoase de coastă.

## Biologie
Lepus peguensis este o specie crepusculară și nocturnă și se hrănește cu iarbă, crenguțe și scoarță. Poate avea câteva rânduri de pui care se nasc după o perioadă de gestație de 35-40 de zile. Fiecare rând de pui constă în 1 până la 7 pui, în medie 3–4 pui. Speranța de viață este estimată la 6 ani.

## Stare de conservare
Printre amenințările speciei Lepus peguensis se numără vânarea sa excesivă pentru hrană și extinderea câmpurilor irigate de orez, ceea ce duce la un habitat inadecvat. Cu toate acestea, specia are un areal larg, este comună și este prezentă în arii protejate. Populația este stabilă sau chiar posibil în creștere, așa că Uniunea Internațională pentru Conservarea Naturii a clasificat-o ca fiind o specie neamenințată cu dispariția.